# Chapin School
La Chapin School è una scuola diurna indipendente per sole ragazze situata nel quartiere dell'Upper East Side di New York City a Manhattan.

## Storia
Maria Bowen Chapin aprì la "Scuola per ragazze e scuola materna per ragazzi e ragazze Miss Chapin" nel 1901. La scuola inizialmente aveva 78 studenti, che vennero istruiti da sette insegnanti. Si sviluppò dalla piccola scuola elementare Chapin e Alice Wetmore, fondata nel 1894 che era esplicitamente destinata a preparare le ragazze della Brearley School, che era stata creata 10 anni prima. Chapin gestiva il lato educativo delle "Classi primarie per ragazze" e Wetmore gestiva la parte degli affari. Le due terminarono la loro collaborazione nel 1901 e nacque la scuola di Miss Chapin.
I primi diplomi di scuola superiore di Chapin furono concessi nel 1908 e gli ultimi ragazzi ad ottenerli furono nel 1917.
Secondo fonti archivistiche raccontate in And Cheer for the Green and Gold, Chapin fu la prima femminista e suffragetta che si concentrò pesantemente sullo sviluppo della persona e vedeva la scuola come un'istituzione che fornisse la stessa educazione classica disponibile per i ragazzi di quell'epoca.
Chapin rimase preside fino al 1932. Su sua richiesta, la scuola fu ribattezzata Chapin School dopo la sua morte, nel 1934.
Chapin si trova nella 100 East End Avenue, nella East 84th Street. La scuola di Chapin si trovava originariamente nella 12 West 47th Street. Nel 1905 la scuola si trasferì nella East 58th Street. Nel 1910 si trasferì nella East 57th Street. La scuola si trova nella sua posizione attuale nell'Upper East Side dal 1928.

## Dirigenti scolastici
- 1901-1932: Maria Bowen Chapin
- 1932–1935: Mary Cecelia Fairfax§
- 1932–1959: Ethel Grey Stringfellow§
- 1959–1993: Mildred Jeanmaire Berendsen
- 1993–2003: Sandra Theunick
- 2003-oggi: Patricia T. Hayot

§ direttrici comuni, 1932-1935

## Studenti famosi
- Anne Morrow Lindbergh - scrittrice e moglie di Charles Lindbergh
- Jacqueline Kennedy Onassis - first lady degli Stati Uniti d'America
- Sigourney Weaver - attrice
- Ivanka Trump - figlia di Donald Trump